# Wes Brown (actor)
James Wesley «Wes» Brown es un actor estadounidense nacido el 26 de enero de 1982 en Fort Worth, Texas. Es conocido por interpretar a Luke McDonald en True Blood y a Taylor Williams en 90210.

## Biografía
Brown nació en Fort Worth, Texas pero fue criado en Baton Rouge, Luisiana, donde asistió a la Universidad Estatal de Luisiana.

### Carrera
Obtuvo su primer papel antes de graduarse de la universidad en la película Camino a la gloria.
Brown es conocido por haber interpretado a Luke McDonald durante la segunda temporada de True Blood, así como sus participaciones recurrentes en Hart of Dixie, donde interpretó a Judson Lyons y como Ryan Kerrigan en Private Practice. En 2012 fue elegido para interpretar de forma recurrente a Taylor Williams en la serie de The CW 90210, y fue contratado como parte del elenco principal de la serie de NBC Deception, donde dio vida a Julian Bowers.
Ha protagonizado las películas Love Begins y Love's Everlasting Courage y ha participado como estrella invitada en series tales como CSI: Miami, Criminal Minds, NCIS, Scandal, Desperate Housewives y NCIS: New Orleans.
El 8 de enero de 2016, se dio a conocer que Brown reemplazaría a Sage Brocklebank en el papel de Gaston, apareciendo como estrella invitada durante la quinta temporada de Once Upon a Time.

## Filmografía
| Cine       | Cine                               | Cine            | Cine                     |
| Año        | Película                           | Rol             | Notas                    |
| ---------- | ---------------------------------- | --------------- | ------------------------ |
| 2006       | Camino a la gloria                 | Pat Riley       |                          |
| 2006       | We Are Marshall                    | Chris Griffen   |                          |
| 2008       | Noble Things                       | Bo              |                          |
| 2008       | Lockjaw: Rise of the Kulev Serpent | Kelly           | Directo a DVD            |
| 2011       | Storm War                          | Jacob Grange    |                          |
| 2012       | Wyatt Earp's Revenge               | Ed              | Directo a DVD            |
| 2012       | Future Starts Slow                 | Indigente       | Cortometraje             |
| Televisión |                                    |                 |                          |
| Año        | Título                             | Rol             | Notas                    |
| 2005       | Beach Girls                        | Billy           | Miniserie                |
| 2007       | CSI: Miami                         | Brian Partney   | 1 episodio               |
| 2009       | True Blood                         | Luke McDonald   | Elenco recurrente        |
| 2009       | Criminal Minds                     | Joe Belser      | 1 episodio               |
| 2009-2010  | Trauma                             | Casey Landers   | 3 episodios              |
| 2011       | NCIS                               | Jeremy Nolan    | 1 episodio               |
| 2011       | Love's Everlasting Courage         | Clark Davis     | Película para televisión |
| 2011       | Love Begins                        | Clark Davis     | Película para televisión |
| 2011       | Private Practice                   | Ryan Kerrigan   | 3 episodios              |
| 2011-2012  | Hart of Dixie                      | Judson Lyons    | 4 episodios              |
| 2012       | Scandal                            | Sully St. James | 1 episodio               |
| 2012       | Desperate Housewives               | Dr. Bailey      | 1 episodio               |
| 2012       | 90210                              | Taylor Williams | Elenco recurrente        |
| 2013       | Shadow on the Mesa                 | Wes Rawlins     | Película para televisión |
| 2013       | Deception                          | Julian Bowers   | Elenco principal         |
| 2014       | Songbyrd                           | Justin Simmons  | 1 episodio               |
| 2014       | June in January                    | Alex Blackwell  | Película para televisión |
| 2014       | NCIS: New Orleans                  | Phil Martino    | 1 episodio               |
| 2015       | Love Under the Stars               | Nate            | Película para televisión |
| 2016       | Once Upon a Time                   | Gaston          | 1 episodio               |
|            | Christmas Cookies                  | Jail Carter     | Película para televisión |
| 2019       | Boda en Graceland                  | Clay Shepard    |                          |